# Helmut Heiber
Helmut Heiber (* 22. Februar 1924 in Leipzig; † 1. November 2003 in München) war ein deutscher Historiker. Er war langjähriger Mitarbeiter des Instituts für Zeitgeschichte in München.

## Leben
Heiber wurde 1942 zur Wehrmacht eingezogen und geriet als Leutnant in jugoslawische Kriegsgefangenschaft. 1949 nach Deutschland zurückgekehrt, studierte er Geschichte, Publizistik und Philosophie an der FU Berlin. 1953 wurde er mit einer Arbeit über „Die Rhetorik der Paulskirche“ an der FU Berlin promoviert.
Von 1954 bis 1989 arbeitete Heiber in dem 1949 gegründeten Institut für Zeitgeschichte. Dort hatte er zunächst die Aufgabe, die für die Nürnberger Prozesse (1946–1949) gesammelten Dokumente zu ordnen und für die wissenschaftliche Forschung nutzbar zu machen. Seit Mitte der 1970er Jahre war Heiber verantwortlich für die Rekonstruktion der Akten der Parteikanzlei der NSDAP, die bei Kriegsende weitgehend vernichtet worden waren.
Zusammen mit Martin Broszat gab er die dtv-Weltgeschichte des zwanzigsten Jahrhunderts heraus, für die Autoren wie Hans Herzfeld, Ernst Nolte, Hermann Graml, Erich Angermann, Karl-Heinz Ruffmann und Wilfried Loth gewonnen werden konnten.

## Veröffentlichungen (Auswahl)

### Als Autor
- Adolf Hitler. Colloquium Verlag, Berlin 1960.
- Joseph Goebbels. Colloquium Verlag, Berlin 1962.
- Die Katakombe wird geschlossen. Scherz Verlag, München 1966.
- Die Republik von Weimar. Dtv, München 1966, 22. Auflage, 1996, ISBN 3-423-04003-3.
- Walter Frank und sein Reichsinstitut für Geschichte des neuen Deutschlands (= Quellen und Darstellungen zur Zeitgeschichte. Bd. 13). DVA, Stuttgart 1966.
- Universität unterm Hakenkreuz. Teil 1: Der Professor im Dritten Reich. Bilder aus der akademischen Provinz, Saur, München 1991, ISBN 3-598-22629-2; Teil 2: Die Kapitulation der Hohen Schulen. Das Jahr 1933 und seine Themen. In zwei Bänden. Band 1, Saur, München 1992, ISBN 3-598-22630-6; Band 2, Saur, München 1994, ISBN 3-598-22631-4.

### Als Herausgeber
- Hitlers Lagebesprechungen. Die Protokollfragmente seiner militärischen Konferenzen 1942–1945 (= Quellen und Darstellungen zur Zeitgeschichte. Bd. 10). DVA, Stuttgart 1962.
- Reichsführer! Briefe an und von Himmler. DVA, Stuttgart 1968.
- mit Martin Broszat: Dtv-Weltgeschichte des 20. Jahrhunderts (in 14 Bänden). Dtv, München 1968.
- Goebbels Reden 1932–1945. 2 Bde., Droste, Düsseldorf 1971/72 (Mehrere Nachdrucke).
- mit Hildegard von Kotze: Facsimile-Querschnitt durch das Schwarze Korps. Scherz, Bern/München 1985.
- Der ganz normale Wahnsinn unterm Hakenkreuz. Triviales und Absonderliches aus den Akten des Dritten Reiches. Herbig, München 1996.